# علیرضا مباشری
علیرضا مباشری زاده سال ۱۳۶۷ در شهرستان اصفهان و با اصلیتی دامنه‌ای بازیکن تیم ملی والیبال مردان ایران است. مباشری والیبال را از پنجم دبستان شروع کرد و با مربی گری آقای نیمافر والیبال روبه صورت حرفه‌ای دنبال کرد، بازی او در لیگ برتر والیبال مورد توجه سرمربی تیم ملی ایران قرار گرفت و او توسط ولاسکو به تیم ملی ایران دعوت شد و بازی‌های خوبی را در لیگ جهانی ۲۰۱۳ از خود نمایش گذاشت.